# Hila
Hila és un jaciment arqueològic de la governació d'al-Bayda, al Iemen, a la subprefectura d'ar-Riyashiyya.
Va ser excavada per iemenites del 2003 al 2006 i es va descobrir un lloc qatabanita de la segona meitat del primer mil·lenni aC reconvertit en himyarita a partir del segle i. La ceràmica trobada així com l'arquitectura recorda al lloc himyarita de Djabal al-Awd. Un text trobat al lloc esmenta la ciutat d'Hila amb el seu antic nom, Ahlat.